# 麥芽發酵萃取物
麥芽發酵萃取物或稱麥芽抽出物（Malt Extract），坊間稱為麥芽精或麥精，其製作方式是將大麥浸泡在水中，催芽後保留過程中產生的活性酵素（Enzymes或稱酶），將大麥搗碎加入溫水再次發酵，所產生的就是發酵麥芽發酵萃取物，過程中沒有添加人工香料和甜味劑，純天然的香味與甜味，是麥芽發酵飲品與製作麵包相關製品的風味來源。

## 製作方式
製作程序是將大麥浸泡在水中，經催芽後低溫乾燥，保留催芽過程中產生的活性酵素（Enzymes或稱酶），隨後將催芽後的大麥搗碎並加入溫水再次發酵，把發酵後麥芽中的澱粉轉化成各種不同的醣類並保留原有豐富營養成分，發酵萃取後的麥汁以低溫真空方式濃縮後，再經噴霧乾燥技術製成粉狀的麥芽發酵萃取物。

## 營養
麥芽發酵萃取物在製作過程中沒有添加人工香料和甜味劑，其中富含多種維生素及珍貴微量元素，包括葉酸、菸鹼酸和維生素B12、鎂、磷、鉀及鋅等，也含有一般飲食難以攝取到的膽鹼和肌醇，天然、健康、營養又美味。

## 特色
- 麥芽發酵萃取物是經由這樣複雜的程序製作出來，事實上完全是天然的，中間沒有任何人工添加物。
- 麥芽發酵萃取物的成分中除了蔗糖以外，全部都是還原糖（reducing  sugar)。